# Modern Talking
Modern Talking war ein deutsches Popmusik-Duo, bestehend aus Thomas Anders und Dieter Bohlen. Der Musikstil war durch eingängige Melodien und Rhythmen mit Texten in englischer Sprache geprägt. Die Gruppe verkaufte alleine in ihrer Heimat über 5,7 Millionen Tonträger und gehört somit zu den Interpreten mit den meisten verkauften Tonträgern in Deutschland. International verkauften sie bis zu ihrer Auflösung im Jahr 2003 insgesamt rund 120 Millionen Tonträger.

## Geschichte

### 1983 bis 1987

Modern Talking – You’re My Heart, You’re My Soul

Im Jahr 1983 trafen sich der Musikproduzent Dieter Bohlen und der Schlagersänger Thomas Anders zum ersten Mal. Bohlen produzierte und schrieb für Anders deutsche Schlagersongs, die nicht erfolgreich waren. Ein zweiter Anlauf, in der Hoffnung auf eine englischsprachige Karriere, sollte durch die gemeinsame Gründung eines Duos unternommen werden. Bohlen stellte das Vorhaben der Plattenfirma BMG im Herbst 1984 vor. Diese stimmte zwar zu, investierte aber nur wenig Geld in das Projekt. Die ersten Musikvideos des Duos wurden mit geringem Aufwand und spartanischer Ausstattung produziert. Auch das Plattencover für die erste Single kam ohne große Fotoproduktion aus. Zu sehen waren lediglich zwei aneinandergelehnte Lack- und Turnschuhe sowie eine stilisierte Keyboard-Tastatur nebst E-Gitarre. Auffällig war das Auftreten des Duos in den 1980ern. Anders trug weite, bunte Anzüge, hatte schwarze, lockige, schulterlange Haare und trug rosafarbenen Lipgloss. Bohlen hatte eine für die damalige Zeit typische Vokuhila-Frisur und trug auch Trainingsanzüge.
Als Debüt-Single veröffentlichte Modern Talking im Oktober 1984 den Song You’re My Heart, You’re My Soul. Am 28. Januar 1985 erreichte er die Top 10 der deutschen Single-Charts, stieg zum sechswöchigen Nr.-1-Hit auf und hielt sich insgesamt 15 Wochen unter den ersten zehn Platzierungen. You’re My Heart, You’re My Soul wurde nicht nur ein nationaler, sondern auch ein internationaler Hit. Zum Erfolg trug auch das Musikvideo bei, das von Mike Leckebusch in seiner Villa in Garlstedt, einem Ortsteil von Osterholz-Scharmbeck bei Bremen, gedreht wurde, und dessen Ausstrahlung in der Sendung Formel Eins. Das im Frühjahr 1985 erschienene erste Album The 1st Album war ähnlich erfolgreich wie auch die Single-Auskopplung You Can Win If You Want sowie Cheri, Cheri Lady, die erste und einzige Auskopplung aus dem im Herbst desselben Jahres herausgebrachten Album Let’s Talk About Love.
Im Frühjahr 1986 folgte das dritte Album Ready for Romance, aus dem die Songs Brother Louie und Atlantis Is Calling (S.O.S. for Love) als Single ausgekoppelt wurden. Wie auch die vorherigen Singles erreichten diese beiden Platz eins der Charts in Deutschland. Nach der Ankündigung von Glasnost Anfang 1986 war Modern Talking die erste westliche Band, die ihre Alben offiziell in der Sowjetunion verkaufen durfte. Im Herbst 1986 erschien das Album In the Middle of Nowhere. Es enthielt den Song Geronimo’s Cadillac, der Platz drei der deutschen Charts erreichte. Die zweite Auskopplung Give Me Peace on Earth erreichte die Top 30.
Die im Juni 1987 erschienene LP Romantic Warriors konnte die Top 10 der deutschen Album-Charts erreichen, und auch die einzige Single-Auskopplung Jet Airliner erreichte die Top 10 in Deutschland. Das Ende 1987 veröffentlichte Album In the Garden of Venus erreichte Platz 35 in den Album-Charts, die Single-Auskopplung In 100 Years … erreichte mit Platz 30 ebenfalls die Top 40 der deutschen Charts. Das Label Dino brachte einige Monate nach der Trennung in Lizenz ein „Best-of“-Album heraus, das es bis in die Top 20 der LP-Charts schaffte.
Insgesamt verkaufte Modern Talking in den 1980er-Jahren ca. 60 Millionen Tonträger, bevor die Band sich aufgrund interner Streitigkeiten auflöste. Aus Bohlens Sicht liegt die Schuld an der Trennung bei Anders’ damaliger Frau Nora Balling, die sich stark in die Angelegenheiten der Band eingemischt habe. Bohlen zufolge verbot sie ihrem Mann bestimmte Auftritte und veränderte die Videodrehs und Konzerte nach ihren Vorstellungen.

### 1998 bis 2003
Die Plattenfirma Sony BMG wollte seit dem Ende von Modern Talking immer eine „Best-of“-Platte veröffentlichen. Dieter Bohlen war jahrelang dagegen und schlug so 1997 vor, statt eines Best-of-Albums ein völlig neues Album aufzunehmen und Modern Talking wiederzubeleben. Er nahm Kontakt mit Thomas Anders auf und dieser willigte ein, nachdem André Selleneit, der mit Bohlen befreundete damalige Geschäftsführer der Ariola (später BMG Berlin), schon wenige Jahre vorher Thomas Anders für ein eventuelles Comeback unter Vertrag genommen hatte.

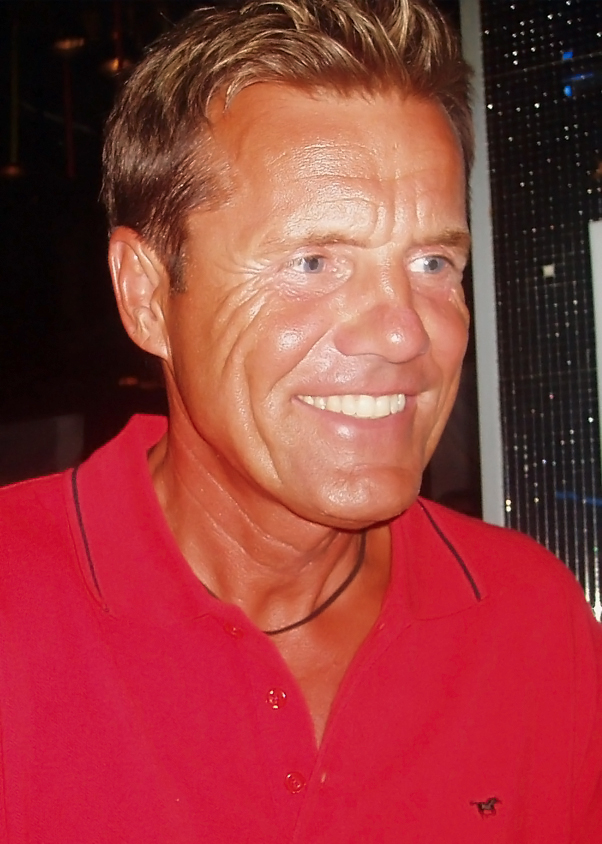
Dieter Bohlen (2006)

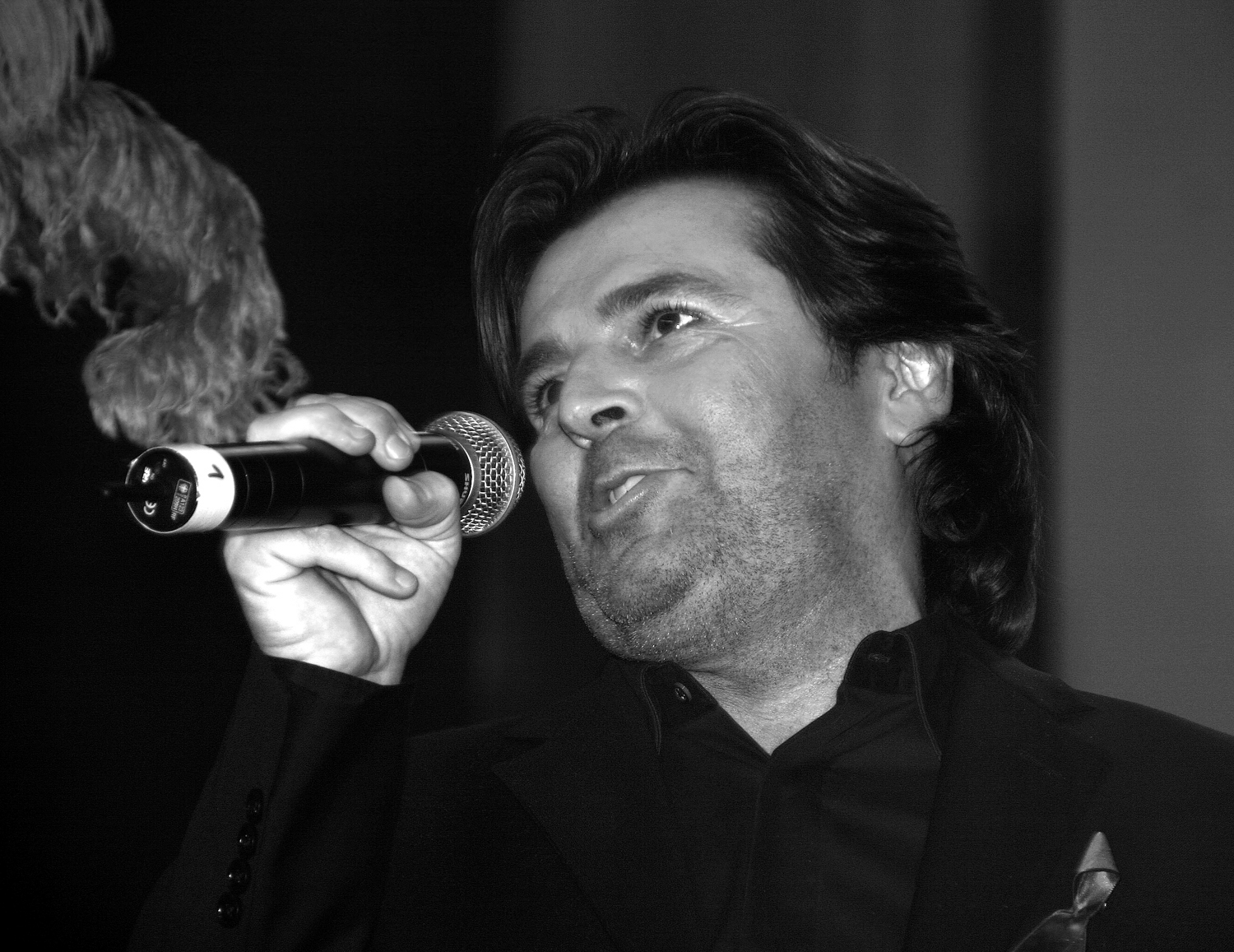
Thomas Anders (2007)

So kam das Duo Anfang 1998, also fast elf Jahre nach der Trennung, ein zweites Mal zusammen. Modern Talking veröffentlichte sowohl Remixes älterer Songs als auch neue Lieder, mit denen sie sich in den Hitparaden platzieren konnte. Ihr Album Back for Good landete an der Spitze der deutschen Charts und die neue Version von You’re My Heart, You’re My Soul erreichte Platz 2. Bei den ersten sechs Songs arbeiteten Anders und Bohlen mit dem Rapper Eric Singleton zusammen, der in den Instrumentalparts dieser Songs rappte. Nach dem Comeback wurden die Videoclips, Konzerte und Auftritte entsprechend dem Zeitgeist und den gewachsenen technischen Möglichkeiten deutlich anspruchsvoller produziert. Gereift trugen Anders und Bohlen in den Videoclips nun meistens dunkle Maßanzüge. Im Februar 1999 veröffentlichten sie das Album Alone, das ausschließlich neue Songs enthielt. Als Singles wurden You Are Not Alone und Sexy Sexy Lover ausgekoppelt. Beide konnten sich in den Top 20 der Charts platzieren.
Weil 2000 das Jahr des Drachen im chinesischen Kalender war, nannte Dieter Bohlen das neunte Album von Modern Talking 2000 – Year of the Dragon. Passend dazu hieß die erste Single-Auskopplung China in Her Eyes, die auch die Top 10 der Charts erreichte. Die zweite Auskopplung Don’t Take Away My Heart erreichte die Top-50 der Charts. Im Frühjahr 2001 erschien America, das zehnte Album von Modern Talking. Die erste Single-Auskopplung wurde in der folgenden Formel-1-Saison als Hintergrundmusik verwendet und trug den Titel Win the Race; sie kam bis auf den fünften Platz der Charts. Die zweite Auskopplung Last Exit to Brooklyn erreichte Platz 37. Im Frühjahr 2002 erschien Victory, das mit der Single Ready for the Victory eine zweite Hintergrundmusik für die Formel 1 enthielt. Für die zweite Single Juliet ließ sich Bohlen von der Disco-Musik der 1970er inspirieren. Anfang 2003 veröffentlichte das Duo die Single TV Makes the Superstar vom Album Universe.
Im Juni 2003, vor Veröffentlichung eines weiteren Best-of-Albums, trennte sich Modern Talking erneut. In diesem Jahr hatte Thomas Anders ohne Bohlens Wissen mit fast allen Bandmitgliedern von Modern Talking ein Konzert in den USA gegeben, was für Bohlen „das wahre Ende von Modern Talking“ gewesen sei. Bereits zum Auftakt der Universe-Tournee verkündete Bohlen am 7. Juni 2003 während des Rostocker Konzerts vor 25.000 Zuhörern die Auflösung des Duos. Das Rostocker Konzert konnte, ebenso wie ein zwei Wochen später in Berlin stattfindendes, aufgrund bestehender Verträge trotz der Trennung nicht abgesagt werden, von allen anderen Verpflichtungen wurde Modern Talking mit Hilfe ihres Konzertveranstalters Burghard Zahlmann (Geschäftsführer vom Concertbüro Zahlmann) und die BMG entbunden. Am 23. Juni 2003 erschien The Final Album – The Ultimate Best of. Begleitet wurde diese erneute Trennung von einem Streit, den Bohlen durch Aussagen über seinen Gesangspartner in seiner zweiten Autobiografie Hinter den Kulissen auslöste, die im Oktober 2003 erschien. Unter anderem wurde Thomas Anders darin vorgeworfen, aus der Bandkasse unerlaubterweise Geld entnommen zu haben. Nach Klage von Anders und entsprechendem Gerichtsurteil darf Bohlen seit Mitte 2004 diese Behauptung nicht mehr wiederholen.
Auf dem Soundtrack von Dieter – Der Film, der am 3. März 2006 veröffentlicht wurde, befindet sich mit Shooting Star ein zuvor unveröffentlichter Modern-Talking-Song. Dieser wurde aus alten Gesangsparts von Thomas Anders zusammengeschnitten und mit einer neuen Melodie unterlegt. 2014 lehnte Bohlen ein Angebot von 20 Millionen Euro für ein erneutes Comeback ab. Geplant gewesen seien zehn Auftritte in Russland und eine Deutschland-Tour.

## Stil

### Musik

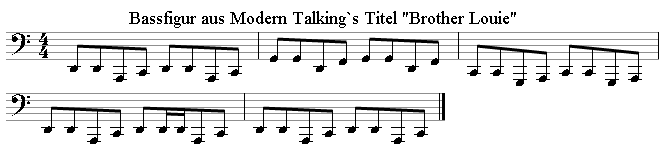
Basslauf aus Brother Louie

Dieter Bohlen ließ sich für die Modern-Talking-Songs von Italo Disco inspirieren, insbesondere vom falsettartigen Refrain des Titels Precious Little Diamond der Formation Fox the Fox, in dem er einen starken emotionalisierenden Effekt auf Discothekenbesucher erkannte, was er auf ähnliche Weise versuchen wollte. Er prägte durch seine Charterfolge den Euro-Disco-Sound mit.

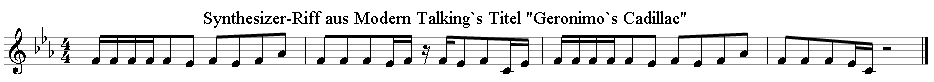
E-Gitarren und Synthesizer-Riff aus Geronimo's Cadillac

Die meisten Titel wie zum Beispiel Brother Louie bauen auf einem gleichförmigen Drumcomputer-Pattern und einem Basslauf auf. Darüber werden Keyboard-Flächen, Klaviereinwürfe sowie rhythmische Synthesizerfiguren gelegt. Im Titel You're My Heart, You're My Soul wechseln zum Beispiel Akkordblöcke des Klaviers taktweise mit einer schnellen Synthesizerfigur in Sechzehntel- und Achtel-Notenwerten. Um den Songs zusätzlichen „Drive“ zu verleihen, werden gelegentlich, wie im Titel Geronimo's Cadillac, E-Gitarren oder Synthesizer-Riffs eingebaut.
Anders als es Bohlen oft vorgeworfen wird, verwendete er für seine Songs stets mehr als die eher für Schlager und Punkrock üblichen drei Akkorde: Meist basieren die Songs auf mindestens sechs Akkorden, wobei vor allem in den ersten Hits von Modern Talking vornehmlich Moll-Akkorde im Vordergrund stehen. Ein Großteil der Songs ist im 4/4-Takt geschrieben, einige Balladen orientieren sich dagegen am 3/4- bzw. 6/8-Takt. In der Formel-1-Hymne Win the Race werden Shuffle-Rhythmen verwendet. Nach dem Comeback orientierte sich Bohlen, gängiger Pop-Mode entsprechend, am für die 1990er typischen Eurodance-Sound. Da sich 1986 die Single mit ihrer ersten Ballade (Give Me Peace on Earth) als Flop entpuppte, wurde später keine Ballade mehr als Single ausgekoppelt.

### Gesang
Modern Talking fiel durch Falsett-Tonlagen und durch den schlagerhaften Gesang von Thomas Anders auf. 2001 einigten sich die drei Studiosänger Rolf Köhler, Detlef Wiedeke und Michael Scholz, die vor dem Berliner Landgericht geklagt hatten, mit Modern Talking auf eine Entschädigung von jeweils 100.000 DM. Sie und, wie nach früherem Dementi erst 2004 bekannt wurde, besonders der Schlagersänger Nino de Angelo waren maßgeblich für die charakteristisch hohen Stimmen im Klangensemble von Modern Talking verantwortlich. Das Duo bestand also gesanglich aus einem Sextett. Bis 1987 war noch der Studiosänger Birger Corleis an den Produktionen beteiligt. Für die neueren Alben wurden drei neue Studiosänger für den Gesang engagiert.

### Texte
Die Texte von Modern Talking werden üblicherweise als kitschig und leicht verständlich bezeichnet. Bohlen merkte zur Entstehungsgeschichte des Textes von You’re My Heart, You’re My Soul in seiner Autobiographie an:

„Ich gebe zu: ich wusste nicht, dass wir einen Welthit haben würden, deshalb habe ich den Text mal eben in einer halben Minute hingekliert.“

Es werden oft surrealistische Traumbilder und Klischees erwähnt (Boulevard of Broken Dreams aus Geronimo’s Cadillac). Manchmal enthalten sie kleine Geschichten (wie die über Brother Louie – damit war Bohlens Co-Produzent Luis Rodriguez gemeint).

### Videoclips
Die Musikvideos von Modern Talking waren in den 1980er Jahren dominiert von Nebeleffekten, bunten Lichtern und geometrischen, klaren Formen wie Kugeln, Quadern, Pyramiden usw. Im Clip zu Brother Louie wurden Szenen aus dem Film Es war einmal in Amerika verwendet. Die Videoclips, die Modern Talking nach ihrem Comeback produzierten, zeigten Tänzerinnen in computeranimierten Kulissen und waren deutlich teurer und aufwändiger.

## Öffentliche Wahrnehmung
Erfolg hatten Modern Talking vor allem in Kontinentaleuropa, in Asien, Südamerika, Australien und einigen afrikanischen Ländern. In Großbritannien waren sie einmal in den Top Ten (Brother Louie, Platz 4 in den BBC-Charts, 1986). In den USA waren Modern Talking nie in den Charts, obwohl sie dort manchmal Touren für europäische Einwanderer machten. Es existieren eine Vielzahl unterschiedlicher Remixe und Coverversionen von Modern-Talking-Songs in verschiedenen Sprachen und Musikstilen. So gibt es eine Orchester-Version von James Last zu You're My Heart, You're My Soul.
In der Sowjetunion war die Gruppe sehr populär. Nach der Ankündigung von Glasnost Anfang 1986 war Modern Talking die erste westliche Band, die ihre Alben offiziell in der Sowjetunion verkaufen durfte. Sie waren modern, englischsprachig, unpolitisch und nicht aus den Staaten der „Erzfeinde“ USA oder Großbritannien. Manche Fans reisten tausende Kilometer nach Moskau, um sich vor den Verkaufsstellen anzustellen. 1987 gab das Duo in Moskau und Leningrad zehn Konzerte. Bohlen hatte gleich danach auch mit dem 1987 gestarteten Projekt Blue System Erfolg und wurde 1989 als „Held der russischen Jugend“ ausgezeichnet. Anders tourte immer wieder durch Russland und trug eine Mischung aus Modern-Talking-Hits, eigenen Songs und Klassikern vor. In der Silvesternacht 2002 hatten Anders und Bohlen mit Modern Talking zwei Auftritte in Moskau. Im April 2009 trat Anders zum zehnten Mal im Kremlpalast auf, so oft wie kein anderer Musiker. Modern Talking haben in der Musikwelt Russlands deutliche Spuren hinterlassen, die bis heute zu hören sind. Am 20. März 2006 wurde Anders von der National-Universität für Kunst und Kultur in Kiew zum Professor ehrenhalber ernannt, mit der Begründung, Modern Talking habe den Musikgeschmack einer ganzen Generation geprägt.
Musikkritiker waren von Modern Talking wenig begeistert und gaben der Band aufgrund ihrer Musik und ihres Auftretens fast ausschließlich schlechte Kritiken. Obwohl man die Eingängigkeit und professionelle Produktion der Songs anerkannte, wurde die mangelnde Originalität gegenüber britischen Vertretern dieser Musikgenres, wie zum Beispiel den Pet Shop Boys oder Erasure bemängelt. Insbesondere wurde kritisiert, dass viele der Titel recht ähnlich klingen würden; eine Tatsache, die Bohlen auch offen eingesteht:

„Ich streite gar nicht ab, daß alle Modern-Talking-Hits sehr, sehr ähnlich klingen. Wir haben aus unseren LPs immer diejenigen Titel als Singles ausgekoppelt, die möglichst so klingen wie der Vorgänger.“

## Diskografie
Studioalben

| Jahr | Titel Musiklabel                                    | Höchstplatzierung, Gesamtwochen/‑monate, AuszeichnungChartplatzierungen (Jahr, Titel, Musiklabel, Platzierungen, Wochen/Monate, Auszeichnungen, Anmerkungen) | Höchstplatzierung, Gesamtwochen/‑monate, AuszeichnungChartplatzierungen (Jahr, Titel, Musiklabel, Platzierungen, Wochen/Monate, Auszeichnungen, Anmerkungen) | Höchstplatzierung, Gesamtwochen/‑monate, AuszeichnungChartplatzierungen (Jahr, Titel, Musiklabel, Platzierungen, Wochen/Monate, Auszeichnungen, Anmerkungen) | Höchstplatzierung, Gesamtwochen/‑monate, AuszeichnungChartplatzierungen (Jahr, Titel, Musiklabel, Platzierungen, Wochen/Monate, Auszeichnungen, Anmerkungen) | Anmerkungen                                                  |
| Jahr | Titel Musiklabel                                    | DE | AT | CH | UK | Anmerkungen                                                  |
| ---- | --------------------------------------------------- | --- | --- | --- | --- | ------------------------------------------------------------ |
| 1985 | The 1st Album Hansa Records (Ariola)                | DE1 Platin · (42 Wo.)DE | AT2 Platin · (8 Mt.)AT | CH2 (32 Wo.)CH | — | Erstveröffentlichung: 1. April 1985 Verkäufe: + 650.000      |
| 1985 | Let’s Talk About Love Hansa Records (Ariola)        | DE2 Platin · (43 Wo.)DE | AT4 Platin · (6 Mt.)AT | CH1 (19 Wo.)CH | — | Erstveröffentlichung: 14. Oktober 1985 Verkäufe: + 610.000   |
| 1986 | Ready for Romance Hansa Records (Ariola)            | DE1 Platin · (26 Wo.)DE | AT1 Gold · (8 Mt.)AT | CH1 (18 Wo.)CH | UK76 (3 Wo.)UK | Erstveröffentlichung: 26. Mai 1986 Verkäufe: + 660.000       |
| 1986 | In the Middle of Nowhere Hansa Records (Ariola)     | DE1 Gold · (12 Wo.)DE | AT2 (3½ Mt.)AT | CH3 Platin · (10 Wo.)CH | — | Erstveröffentlichung: 10. November 1986 Verkäufe: + 410.000  |
| 1987 | Romantic Warriors Hansa Records (BMG Ariola)        | DE3 (11 Wo.)DE | AT6 (1½ Mt.)AT | CH8 Gold · (7 Wo.)CH | — | Erstveröffentlichung: 8. Juni 1987 Verkäufe: + 135.000       |
| 1987 | In the Garden of Venus Hansa Records (BMG Ariola)   | DE35 (5 Wo.)DE | — | — | — | Erstveröffentlichung: 30. November 1987 Verkäufe: + 50.000   |
| 1998 | Back for Good Hansa Records (BMG Ariola)            | DE1 ×5Fünffachgold · (53 Wo.)DE | AT1 (25 Wo.)AT | CH1 ×2Doppelplatin · (32 Wo.)CH | — | Erstveröffentlichung: 30. März 1998 Verkäufe: + 5.700.000    |
| 1999 | Alone Hansa Records (BMG Ariola)                    | DE1 Platin · (28 Wo.)DE | AT2 Gold · (21 Wo.)AT | CH3 Platin · (17 Wo.)CH | — | Erstveröffentlichung: 22. Februar 1999 Verkäufe: + 1.000.000 |
| 2000 | 2000: Year of the Dragon Hansa Records (BMG Ariola) | DE3 Platin · (18 Wo.)DE | AT5 (10 Wo.)AT | CH4 Gold · (12 Wo.)CH | — | Erstveröffentlichung: 28. Februar 2000 Verkäufe: + 425.000   |
| 2001 | America Hansa Records (BMG Ariola)                  | DE2 Gold · (15 Wo.)DE | AT7 (12 Wo.)AT | CH10 (11 Wo.)CH | — | Erstveröffentlichung: 19. März 2001 Verkäufe: + 150.000      |
| 2002 | Victory Hansa Records (BMG Ariola)                  | DE1 Gold · (15 Wo.)DE | AT7 (11 Wo.)AT | CH14 (7 Wo.)CH | — | Erstveröffentlichung: 18. März 2002 Verkäufe: + 150.000      |
| 2003 | Universe Hansa Records (BMG Ariola)                 | DE2 Gold · (12 Wo.)DE | AT10 (7 Wo.)AT | CH25 (5 Wo.)CH | — | Erstveröffentlichung: 31. März 2003 Verkäufe: + 110.000      |

## Auszeichnungen
- 1985: Bravo Otto – Beste Gruppe, Gold Award[21]
- 1985: Formel-Eins-Auszeichnung – Nr.-1-Hit You’re My Heart, You’re My Soul
- 1985: Formel-Eins-Auszeichnung – Nr.-1-Hit You Can Win If You Want
- 1985: Goldene Europa – Auszeichnung – Nr.-1-Hit You’re My Heart, You’re My Soul
- 1985: Formel-Eins-Auszeichnung – Nr.-1-Hit Cheri Cheri Lady
- 1986: Bravo Otto – Beste Gruppe, Silver Award[22]
- 1986: Goldener Löwe, Beste Gruppe des Jahres
- 1986: Formel-Eins-Auszeichnung – Nr.-1-Hit Brother Louie
- 1986: Formel-Eins-Auszeichnung – Nr.-1-Hit Atlantis Is Calling
- 1998: VIVA Comet – Lifetime Achievement Award
- 1998: Bambi, Comeback des Jahres[23]
- 1998: Goldene Europa, Comeback des Jahres
- 1999: Goldene Kamera in der Kategorie Beste deutsche Pop-Musik
- 1999: Echo-Preis, Rock / Pop Single National nominiert
- 1999: Echo-Preis, Gruppe National / Rock-Pop[24]
- 1999: Radio Regenbogen Award, Comeback des Jahres
- 1999: World Music Awards, World’s Best Selling German Group
- 1999: Record-99 Award, Sales Award
- 1999: RSH-Gold[25]
- 2000: Amadeus Austrian Music Award, Beste Gruppe Rock-Pop nominiert
- 2000: Echo-Preis, Gruppe National Rock-Pop International nominiert
- 2001: Echo-Preis, Gruppe National Rock-Pop National nominiert
- 2001: Top of the Pops Award, Top Artist Germany
- 2002: Echo-Preis, Gruppe National Rock-Pop nominiert